# Strabo
Strabo est un cratère d'impact situé au nord-est de la face visible de la Lune. Il est situé à l'extrémité orientale de la Mare Frigoris. Au sud, se trouve le cratère De La Rue et à l'ouest le cratère Thales. Au nord trois cratères satellites se suivent, "Strabo L", "Strabo B" et "Strabo N". L'intérieur du cratère Strabo est formé en une succession de terrasses.
En 1935, l'union astronomique internationale a donné le nom du géographe, Grec, Strabon à ce cratère lunaire.

## Cratères satellites
Les cratères dit satellites sont de petits cratères craterlets situés à proximité du cratère principal, ils sont nommés du même nom mais accompagné d'une lettre majuscule complémentaire (même si la formation de ces cratères est indépendante de la formation du cratère principal). Par convention ces caractéristiques sont indiquées sur les cartes lunaires en plaçant la lettre sur le point le plus proche du cratère principal. Liste des cratères satellites de Strabo :
| Strabo | Latitude | Longitude | Diamètre |
| ------ | -------- | --------- | -------- |
| B      | 64.6° N  | 55.5° E   | 23 km    |
| C      | 67.1° N  | 59.3° E   | 17 km    |
| L      | 64.2° N  | 53.4° E   | 26 km    |
| N      | 64.8° N  | 57.8° E   | 25 km    |